# شهرستان فورد (ایلینوی)
شهرستان فورد (به انگلیسی: Ford County) یک شهرستان در ایالات متحده آمریکا است که در ایلینوی واقع شده‌است. شهرستان فورد ۱٬۲۵۸٫۷۴ کیلومتر مربع مساحت دارد.